# Mina El Hammani
Mina El Hammani (Madrid, 29 de noviembre de 1993) es una actriz y modelo española de ascendencia marroquí, conocida principalmente por su papel como Nadia Shanaa en la serie de Netflix Élite.
Ha participado en otras series como El Príncipe y en su papel como Elvira en El internado: Las Cumbres.

## Primeros años
El Hamanni nació en Madrid, donde fue criada por sus padres provenientes de Marruecos. Comenzó su carrera como actriz en 2014. Sus primeras apariciones fueron en series como Centro médico, La que se avecina o El Príncipe.
En 2017 consigue su primer personaje protagonista en la serie diaria Servir y proteger en la que estuvo presente en toda la primera temporada, compartiendo trama con Pepa Aniorte. Tras dejar la serie fichó por Élite, la producción que la ha llevado a la popularidad tras interpretar a Nadia Shana durante tres temporadas. En 2019 aparece en un capítulo de Hernán.
En 2020 ficha por El internado: Las Cumbres remake de la serie El internado para Prime Video.
Mina habla y escribe con fluidez español, inglés y árabe.

## Carrera
En el ámbito del teatro se destacan trabajos como "Dentro de la Tierra" de Paco Bezerra, dirigida por rector Luis Luque. Su primer contacto con las cámaras fue en un curso de Interpretación con Iñaki Aierra en el 2013. En 2015 participó en un curso de teatro en la joven compañía "Experiencia 75". En 2021, se estrenó en el Festival de Mérida interpretando a Yocasta en Edipo. A través de las llamas, dirigida por Luis Luque Cabrera y con dramaturgia de Paco Bezerra.
En 2021 protagoniza el videoclip de la canción La mujer cactus y el hombre globo de Rayden con Bernabé Fernández.

## Filmografía

### Series de televisión
| Año             | Título                               | Personaje           | Cadena              | Notas |
| --------------- | ------------------------------------ | ------------------- | ------------------- | --- |
| 2015            | Centro médico                        | Amina               | La 1                | 1 episodio                                                                                                  |
| 2015-2016       | El Príncipe                          | Nur                 | Telecinco           | 15 episodios                                                                                                |
| 2016            | La que se avecina                    | Fátima              | Telecinco           | 1 episodio                                                                                                  |
| 2017            | The State                            | Chica de la revista | National Geographic | 1 episodio                                                                                                  |
| 2017-2018       | Servir y proteger                    | Salima Ben Ahmed    | La 1                | Personaje principal, 200 episodios (temporada 1)                                                            |
| 2018-2021, 2024 | Élite                                | Nadia Shanaa        | Netflix             | Personaje principal (temporada 1-4), 27 episodios Aparición de invitada especial (temporada 8), 4 episodios |
| 2019            | Hernán                               | Aisha (joven)       | Prime Video         | 1 episodio                                                                                                  |
| 2021-2023       | El internado: Las Cumbres            | Elvira              | Prime Video         | Personaje principal, 22 episodios                                                                           |
| 2021            | Élite historias breves: Nadia Guzmán | Nadia Shanaa        | Netflix             | Personaje principal, 3 episodios                                                                            |
| 2022            | Historias para no dormir             | Lua-Leylah          | Prime Video         | Personaje principal, 1 episodio (temporada 2)                                                               |
| 2023            | Black Sunday                         | Kila                | Prime Video         | Personaje principal, 4 episodios                                                                            |